# National Electric Light Association

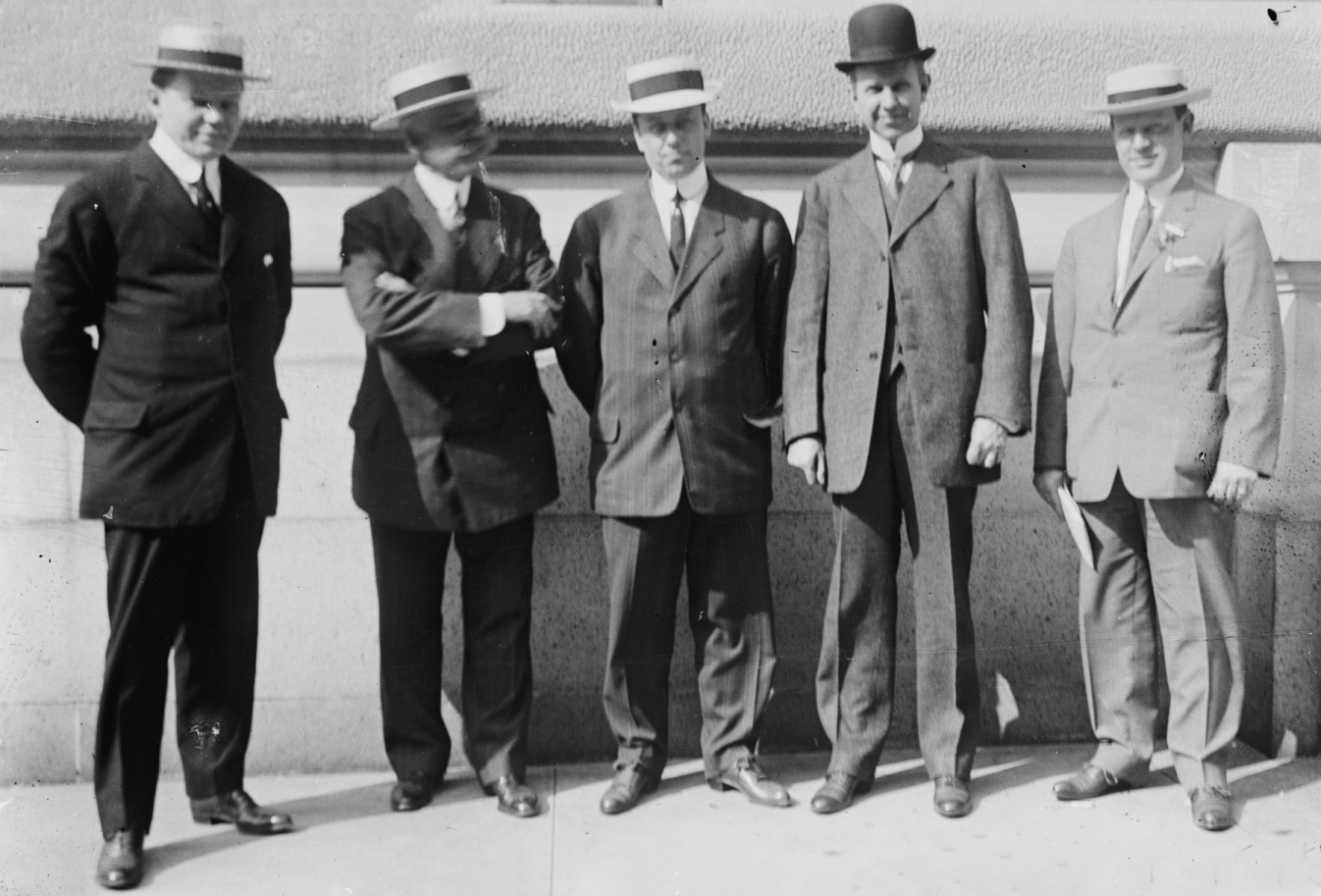
Miembros de la Asociación Nacional de la Luz Eléctrica, hacia 1912

La National Electric Light Association (en español, Asociación Nacional de la Luz Eléctrica) era una asociación de comercio nacional de los Estados Unidos, que agrupaba a los operadores de centrales generadoras de energía eléctrica. Fundada en 1885 por G. S. Bowen Terry y Charles A. Brown, representaba los intereses de varias compañías privadas implicadas en el campo de la industria de la generación de potencia eléctrica. Fue un antecedente del Instituto Eléctrico Edison (fundado en 1933).
En 1895, la Asociación patrocinó una conferencia que dio origen a la primera edición del Código Eléctrico Nacional de los Estados Unidos.